# Architrav

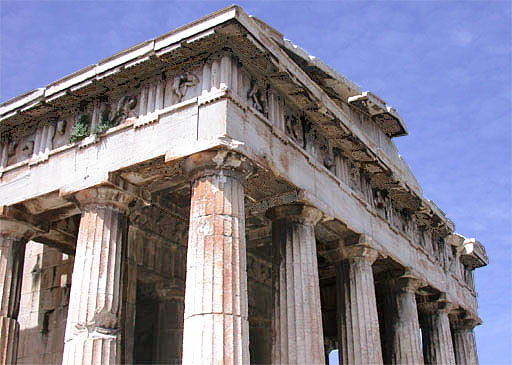
Gebälk am Tempel des Hephaistos.
Von oben nach unten: Geison, Fries mit Triglyphen, Architrav

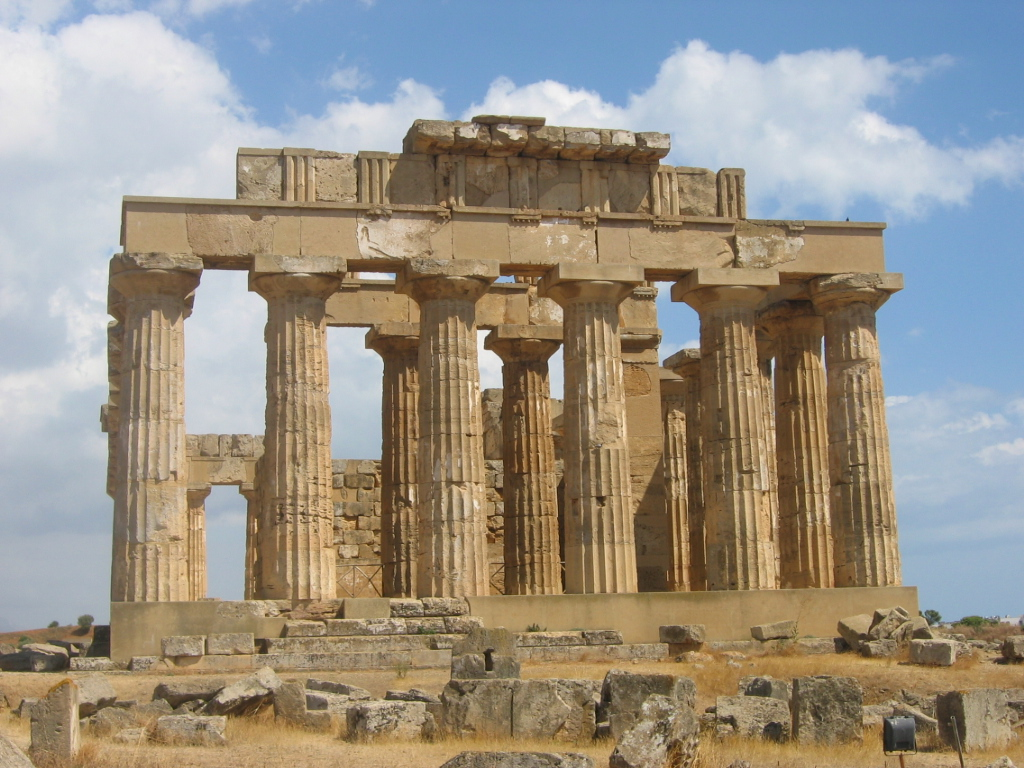
Tempel E in Selinunt mit Architrav, darauf Reste des Frieses

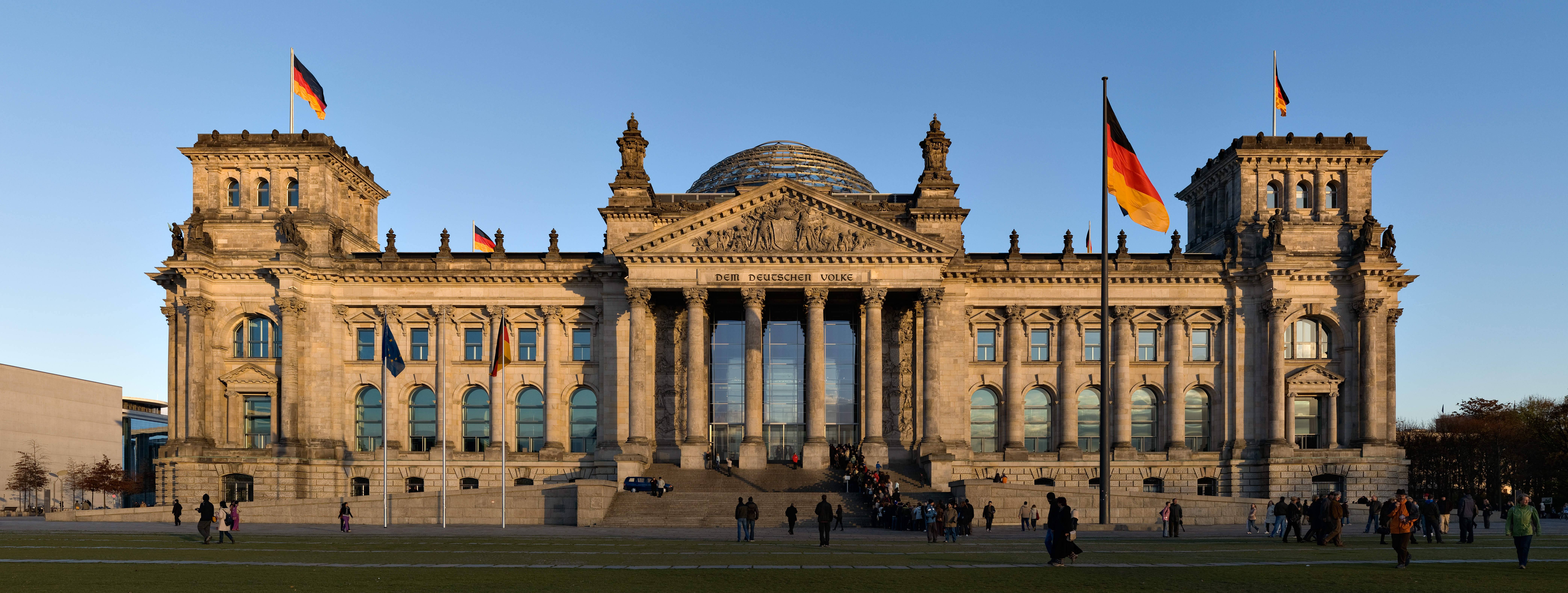
Reichstagsgebäude Berlin, Neurenaissance-Fassaden mit umlaufendem Architrav

Der Architrav (italienisch architrave; aus altgriechisch ἀρχι- archi- Haupt- und lateinisch trabs Balken) ist ein auf einer Stützenreihe ruhender Horizontalbalken, zumeist der den Oberbau tragende Hauptbalken. In der Antike wurde der Architrav auch Epistyl genannt, da er meist auf Säulen ruhte (altgriechisch ἐπιστύλιον epistulion oder ἐπιστῦλον epistylon, von ἐπἱ epi auf und στῦλος stylos Säule).
Der Architrav verteilt die Last der oberen Architekturglieder, insbesondere des zur Dachkonstruktion gehörenden Gebälkes, auf Pfeiler oder Säulen, kann aber auch am oberen Wandabschluss vorkommen.
Man unterscheidet zwischen monolithischem und mehrreihigem Architrav, bei dem mehrere Blöcke hintereinander liegen.
Bei der Dimensionierung der Architravblöcke ging man bis an die Grenzen des technisch Umsetzbaren. So wog etwa der mittlere Architravblock am Tempel der Artemis in Ephesos 24 Tonnen und musste mithilfe von Flaschenzügen auf über 20 Meter Höhe gehoben werden.

## Baustile
Der Architrav erschien bereits in der ägyptischen, vorderasiatischen und vorgriechischen Architektur sowie als tragendes oder auch als rein dekoratives Element in allen in der Nachfolge antiker Architektur stehenden Baustilen.
Je nach Baustil kamen unterschiedliche Ausbildungen des Architravs zum Einsatz. Vor allem für die dorische und die ionische Ordnung wurden in der griechischen Architektur verschiedene Formen entwickelt, die später auch für die korinthische Ordnung eingesetzt wurden. Die römische Architektur modifiziert hingegen die griechischen Architravformen nur leicht.
Der dorische Architrav ist meist glatt und wird an seinem oberen Ende von einer Taenia genannten, vortretenden Abschlussleiste bekrönt. An der überstehenden Unterseite dieser Taenia sind wiederum kleine Leisten, Regulae, angebracht, an denen konische Tropfen, die Guttae, hängen. Die Anzahl dieser Guttae ist in klassischer Weise auf sechs festgelegt, doch kamen gerade in der Frühzeit der dorischen Steinarchitektur auch Ausbildungen mit vier Guttae vor. Die Regulae sind so verteilt, dass je eine Regula einer Triglyphe des dorischen Triglyphenfrieses korrespondiert. Obgleich die Außenseite des Architravs normalerweise glatt gearbeitet sein sollte, gibt es auch Ausnahmen, bei denen der Architrav Träger figürlicher Reliefs ist, etwa am Athenatempel in Assos.
Die ursprünglich sehr mächtigen und hohen Architrave der dorischen Architektur wurden im Verlauf der Entwicklung flacher und erreichten in klassischer Zeit nur noch ungefähr zwei Drittel des unteren Säulendurchmessers an Höhe. In der römischen Architektur konnte der dorische Architrav gar nur auf eine flache Platte reduziert sein.
Der Architrav der ionischen und der korinthischen Ordnung kann ebenfalls glatt gearbeitet sein, weist aber in der Regel zwei oder klassisch drei horizontale Streifen, sogenannte Faszien, auf und man spricht von einem Zwei- oder Drei-Faszien-Architrav.  Fenster oder Türen, die mit Faszien umzogen sind, bezeichnet man auch als architraviert. Die oberen Faszien der Architrave kragen jeweils leicht vor die unteren. Den oberen Abschluss bildet ein Wellenprofil, das meist mit einer Perlschnur verziert ist. Auch in der ionischen Architektur gibt es Ausnahmen von der Regel, die Architravfläche nicht mit Reliefs zu verzieren. So waren etwa am archaischen Apollontempel von Didyma die Architravecken mit Gorgonen verziert, denen sich Löwen an den Seiten anschlossen. Allerdings kannte der frühe ionische Tempel keinen eigenständigen Fries als Bauglied, der derartige Reliefs hätte aufnehmen können.
Ab dem Hellenismus konnte die Unterseite ionischer Architrave, insbesondere an Bauten korinthischer Ordnung geschmückt sein, die mit einfachen Rundstäben oder floralen Ornamenten gefüllt waren (Soffitten). Auch ergriff der Dekorationswille der Architekten und Bauherren ab der späten Republik und im Prinzipat von den Faszien Besitz, deren Übergänge nun mit Wellenprofilen, etwa dem lesbischen Kymation, und ganzen Profilabfolgen überzogen wurden.